# Joshua Herdman
Joshua Mintone Herdman (Hampton, 9 september 1987) is een Engels acteur die in Nederland en België vooral bekend is door zijn rol als Karel Kwast in de Harry Potter-films.
Tot dusver heeft Herdman in alle Harry Potter-films gespeeld. Hij begon met acteren toen hij zeven jaar was, zijn vader fungeerde als zijn agent. Herdman verscheen ook in een aflevering van de serie The Crust en in een aflevering van The Bill.

## Filmografie
| Jaar | Titel                                        | Rol           |
| ---- | -------------------------------------------- | ------------- |
| 2001 | Harry Potter and the Philosopher's Stone     | Karel Kwast   |
| 2002 | Thunderpants                                 | Damon         |
| 2002 | Harry Potter and the Chamber of Secrets      | Karel Kwast   |
| 2004 | Harry Potter and the Prisoner of Azkaban     | Karel Kwast   |
| 2005 | Harry Potter and the Goblet of Fire          | Karel Kwast   |
| 2007 | Harry Potter and the Order of the Phoenix    | Karel Kwast   |
| 2009 | Harry Potter and the Half Blood Prince       | Karel Kwast   |
| 2009 | The Estate                                   | Skunky        |
| 2010 | Harry Potter and the Deathly Hallows part I  | Karel Kwast   |
| 2011 | Harry Potter and the Deathly Hallows Part II | Karel Kwast   |
| 2018 | Marcella                                     | Eric Davidson |